# Justine Peltier-Pabot-Chatelard
Pour les articles homonymes, voir Lefebvre et Peltier.
Justine Peltier-Pabot-Chatelard dite Justine Lefebvre, née le 25 avril 1862 au Havre et morte le 6 septembre 1956 à Teyjat en Dordogne, est une peintre française.

## Biographie
Justine Peltier est la fille de Jean Maurice Peltier, marin, et de Françoise Bonhomme.
Élève de Jules Lefebvre, de Benjamin-Constant et d'Eugène Lepoittevin, elle expose au Salon  des artistes français.
En 1889, elle obtient à Rouen le prix du département (médaille d'or).
En 1896, elle épouse le préfet de l'Ariège, Alpinien Bertrand Juste Pabot-Chatelard.
Elle meurt à Teyjat à l'âge de 94 ans.